# Laguna de Cameros
Laguna de Cameros – gmina w Hiszpanii, w prowincji La Rioja, w La Rioja, o powierzchni 41,6 km². W 2011 roku gmina liczyła 135 mieszkańców.